# Эри, Ив
Ив Э́ри (нем. Yves Oehri; 15 марта 1987, Цюрих, Швейцария) — лихтенштейнский футболист, защитник клуба «Грайфензее».

## Карьера

### Клубная
Выступал с 2010 по 2013 за клуб «Вадуц», куда перешёл после двух лет профессиональной карьеры в «Санкт-Галлене». С 2013 по 2017 годы был игроком «Янг Феллоуз Ювентус».

### В сборной
В национальной сборной Эри дебютировал 6 октября 2006 года на стадионе «Райнпарк» в Вадуце в товарищеском матче против Австрии. Матч завершился поражением хозяев поля 1:2.

## Достижения
Обладатель Кубка Лихтенштейна — 2011, 2013.